# Хімічний снаряд

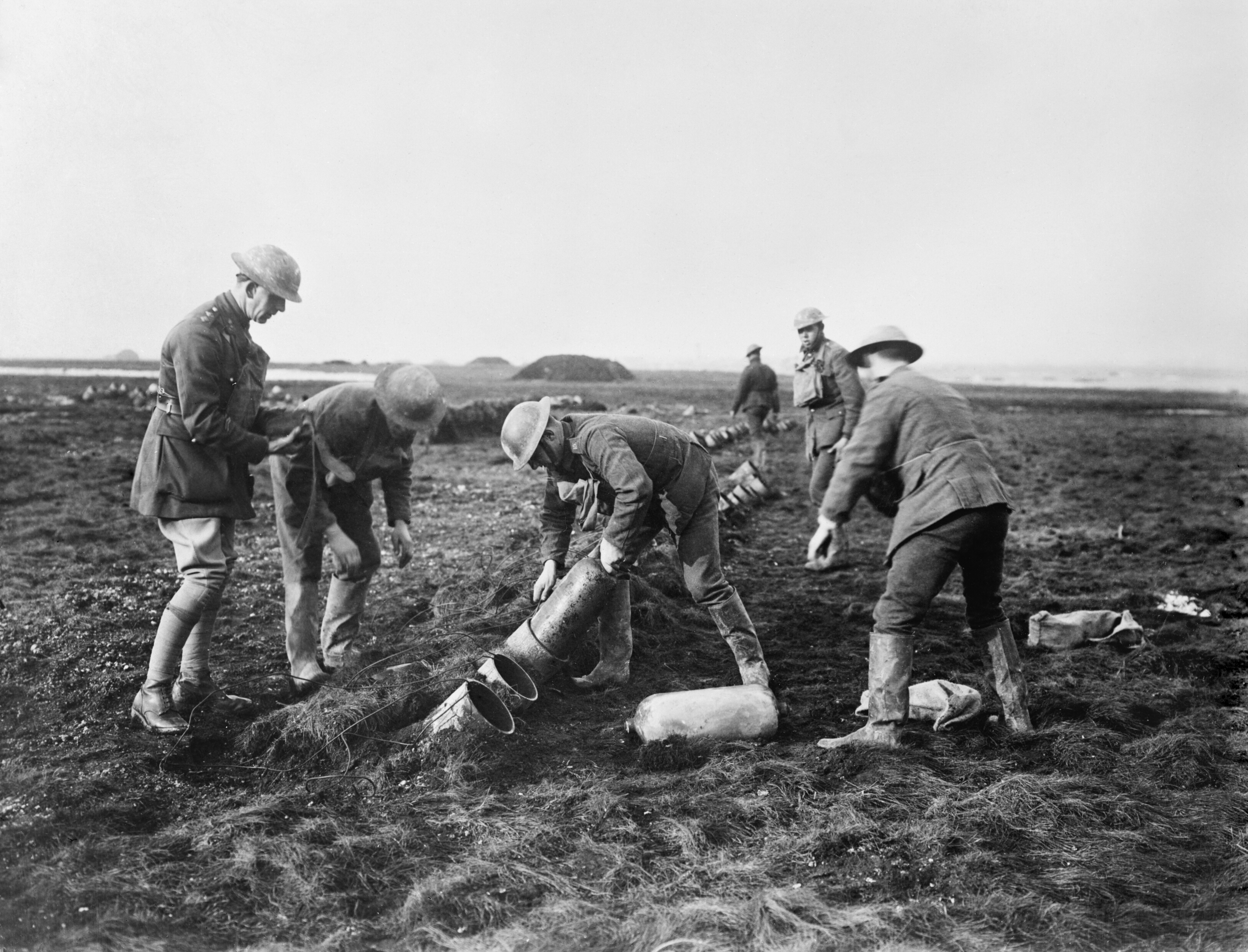
Заряджання мінометів Лівенса снарядами з отруйним газом. Перша світова війна

Хімічний снаряд — різновид артилерійського снаряда спеціального призначення, що містить сильнодіючу отруйну речовину для знищення живої сили противника, а також забруднення місцевості. Деякі види хімічних снарядів можуть містити хімічний агент нелетальної дії, що позбавляє солдатів противника  боєздатності (сльозогінні, психотропні та інші речовини).
За пристроєм хімічні снаряди і міни поділяються на звичайні (однокомпонентні) і бінарні. Обидва види снарядів і мін призначені для ураження бойовими отруйними речовинами людей і тварин, а також для зараження бойової техніки, об'єктів і місцевості. На відміну від однокомпонентних снарядів, які споряджені цільовою отрутою, бінарні містять дві менш токсичні речовини, котрі реагують між собою із утворенням необхідного продукту. До переваг снарядів такого типу належить, зокрема, безпечність у транспортуванні та зберіганні.
Звичайні хімічні снаряди і міни складаються з корпусу, спорядженого бойовими отруйними речовинами одного виду, розривного заряду (вибухової речовини або піротехнічного складу) і детонатора. При спрацьовуванні підривника відбуваються детонація розривного заряду, розтин корпусу і викид його спорядження. При цьому бойові отруйні речовини переходить в пароподібний, аерозольний або краплинно-рідкий стан. Хімічні снаряди і міни комплектуються підривниками контактного або дистанційної дії і можуть розриватися на поверхні або в повітрі над ціллю.
Хімічні снаряди касетного типу містять невеликі бойові елементи, які при розтині оболонки на заданій висоті розсіюються по площі і спрацьовують самостійно.
В осколково-хімічних снарядах поєднуються властивості осколкових і хімічних снарядів. Вони споряджаються відносно невеликою кількістю бойових отруйних речовин, а осколкова дію снарядів забезпечується за рахунок заповнення їх внутрішньої порожнини приблизно на 30 % розривним зарядом ВР.
Для доставки хімічних снарядів і мін до цілі використовуються 105-мм, 155-мм та 203,2-мм гармати, 106,7-мм міномети та реактивні системи залпового вогню. На думку іноземних військових фахівців, найбільшою бойовою ефективністю при стрільбі хімічними снарядами володіють реактивні системи залпового вогню.

## Отруйні речовини
У звичайних хімічних снарядах і мінах в основному застосовуються такі отруйні речовини:
- нервово-паралітичної дії G-гази (зарин, зоман) та V-гази (VX);
- загальноотруйної і задушливої дії типу фосген;
- шкірнонаривної дії — іприт, азотні іприти;
- подразнюючої дії — хлороацетофенон, CS і CR (останні два найбільш ефективні);
- психогенного дії — псіхотоміметік BZ.

Ураження людини бойовими отруйними речовинами може здійснюватися через його легені (інгаляція), шкірні покриви (резорбція), шлунково-кишковий тракт (перорально). Токсичні властивості бойових отруйних речовин характеризуються токсодозами.